# Measat–3
Measat–3 maláj kommunikációs űreszköz.

## Jellemzői
A program célja, hogy Malajziában, a Fülöp-szigeteken és Indonéziában közvetlen televíziós, valamint általános kommunikációs szolgáltatásokat biztosítsanak.

## Küldetés
Építette a Boeing Satellite Systems. Üzemeltetője a MEASAT (Malaysia East Asia Satellite).
Megnevezései: COSPAR: 2006-056A; SATCAT kódja: 29648.
2006. december 12-én a Bajkonuri űrrepülőtér 200/39 indítóállásából egy Proton-M/Briz-M (535-21) hordozórakétával állították geostacionárius pályára. A műhold a keleti hosszúság 91,5°-os pozícióban, a Measat–1 eredeti pozíciójában helyezkedik el.
Háromtengelyesen forgás stabilizált űregység. Formája téglatest, mérete 3,8×3,8×7,4 méter. A kezdeti tömege 4900, műszerezettsége 3220 kilogramm. Számítógépe szabályozható, képes önellenőrzést végrehajtani, a földi kezelő állományt tájékoztatni. Az űreszközhöz gallium-arzenid napelemek rögzítettek, melyek fesztávolsága 26,2 méter (40 százalékkal nagyobb hasznos teljesítmény: 10,8 kW). Éjszakai (földárnyék) energiaellátását újratölthető nikkel-kadmium akkumulátorok biztosították. Telemetriai szolgáltatását a 24 C-sávos, valamint a 24 Ku-sávos transzponder a könnyű, nagy hatásfokú antenna, egyéb antennáival segítette. A négy 4 XIPS-13 xenon ion motorok (Xenon Ion Propulsion System) segítették a stabilitást és a pályaelemek tartását.
Egész Afrikában, Kelet-Európában, Közel-Keleten, Ázsiában és Ausztráliában közvetlen televíziós, valamint általános kommunikációs szolgáltatásokat biztosít. Direkt (oktatást segítő) szolgáltatása kiegészül Malajziában, Kínában és Indiában.